# Smilax stans
Smilax stans là một loài thực vật có hoa trong họ Smilacaceae. Loài này được Maxim. miêu tả khoa học đầu tiên năm 1872.